# Risorse per Roma
Risorse per Roma S.p.A., nota anche con l'acronimo RpR, è una società in house di Roma Capitale che svolge servizi e attività strumentali relativi alla progettazione e trasformazione urbana e territoriale, valutazioni ed eventuali alienazioni del patrimonio immobiliare di proprietà comunale, presidio e accoglienza presso le strutture dell'ente comunale e servizio scolastico integrato.

## Storia
La società fu istituita ai sensi della deliberazione del consiglio comunale di Roma n° 56 del 6 marzo 1995 il 9 maggio 1995 per gestire le attività di alienazione del patrimonio immobiliare di proprietà del comune. Negli anni successivi la società ha ampliato le sue competenze inserendosi nelle attività di progettazione e trasformazione del territorio e nel supporto al Dipartimento urbanistica del comune in attività come il condono edilizio o l'affrancazione e trasformazione del diritto di superficie.

## Dati societari
Risorse per Roma è una società per azioni unipersonale soggetta alla direzione e al coordinamento da parte dell'ente Roma Capitale, che ne è socio unico. Il capitale sociale è di 8 milioni di euro suddivisi in 13887 azioni con valore unitario pari al rapporto tra il numero di azioni e la consistenza del capitale sociale. Ha sede in via Benedetto Croce, 32/40 nel quartiere Ardeatino di Roma (Municipio VIII).
Il consiglio di amministrazione (o un amministratore unico), è nominato dal socio unico, Roma Capitale, come il collegio sindacale, composto da tre sindaci.